# アスティ (バンド)
アスティは、日本のヴィジュアル系ロックバンド。タケル（ボーカル）の失踪により、2020年8月28日TSUTAYA O-WESTにて無期限活動休止をしている。

## 来歴
2018年9月10日、結成。
2020年8月28日、TSUTAYA O-WESTでのワンマンライブをもって無期限活動休止。

## メンバー
タケル
ボーカル担当。2020年6月、医療関係大学との兼ね合いで失踪。後に正式脱退。
ずぅ
ギター担当。現在はセッションバンドなどで個人活動しているが、歌舞伎町にあるメンズコンカフェドロシーでお給仕していた。現在はフリーで活動している。
優希(ぷく) （2月23日 - ）
ベース担当。リーダー。
現在はぷく名義でボカロPとして活動している他、アイドルグループ『逆襲モンスター』のプロデューサーも行っている。 後に新世代V系バンド『くるる』を結成したが、始動前のMV撮影前にボーカルが失踪してネットニュースでも取り上げられてしまう前代未聞の騒動となってしまったが、メンバー全員がボーカルを兼務して撮影に臨んだ。
純弥
ドラム担当。現在はRAYMEI(レイメイ)のバンドメンバーとしてドラム担当している。

## ディスコグラフィ

### シングル

#### CDシングル
| 0st | 2018年3月25日 | BORN |                |                    |      |
| 0st |               | BORN | 2019年12月10日 | メルヘン少女/Tears | 50位 |